# バーミリオン川 (ミネソタ州セントルイス郡)
バーミリオン川 (バーミリオンがわ、Vermilion River) はアメリカ合衆国のミネソタ州北東部、セントルイス郡を流れる川。
バーミリオンダム付近でバーミリオン湖から流れ出し、おおむね北へ流れてクレーン湖へ注ぐ。クレーン湖はサンドポイント湖へ繋がっており、そこからさらにナマカン湖、レイニー湖へとつながる。
長さ約60km。支流にペリカン川がある。
- 流路
  - バーミリオン川→クレーン湖→サンドポイント湖→ナマカン湖→レイニー湖→レイニー川→ウッズ湖→ウィニペグ川→ウィニペグ湖→ネルソン川→ハドソン湾